# Заврше при Добјем
Заврше при Добјем (словен. Završe pri Dobjem) је насељено место у општини Добје, Савињска регија, Словенија.

## Историја
До територијалне реорганизације у Словенији било је у саставу старе општине Шентјур при Цељу.

## Становништво
У попису становништва из 2011. године, Заврше при Добје је имало 33 становника.
| Број становника према пописима | Број становника према пописима | Број становника према пописима |
| ------------------------------ | ------------------------------ | ------------------------------ |
| 1991                           | 2002                           | 2011                           |
| 43                             | 41                             | 33                             |

Напомена: До 1953. исказивано под именом Заврше.